# Světový pohár v orientačním běhu 1988
Světový pohár v orientačním běhu 1988 (Orienteering World Cup 1988) byl 2. ročníkem této soutěže. Skládal se z 8 individuálních závodů, které se konaly v Hongkong, Austrálii, Velké Británii, Finsku, Československu, Maďarsku, Rakousku a Švédsku.  
V mužské kategorii zvítězil Øyvin Thon z Norska, který získal 197 bodů.  
V ženské kategorii dominovala Ragnhild Bratberg z Norska, která získala 191 bodů.
---

## Individuální závody Světového poháru 1988
| č. | Datum           | Trať | Místo                           | Vítěz muži        | Vítěz ženy        |
| -- | --------------- | ---- | ------------------------------- | ----------------- | ----------------- |
| 1  | leden 1988      | Long | Hongkong                        | Øyvin Thon        | Malin Westlund    |
| 2  | 9. ledna 1988   | Long | St Helens (Tasmanie), Austrálie | Håvard Tveite     | Malin Westlund    |
| 3  | 21. května 1988 | Long | Skotsko                         | Øyvin Thon        |                   |
| 4  | 27. května 1988 | Long | Finsko                          | Jörgen Mårtensson | Eija Koskivaara   |
| 5  | 1988            | Long | Československo                  | Allan Mogensen    | Jana Galíková     |
| 6  | 7. srpna 1988   | Long | Szilvásvárad, Maďarsko          | Øyvin Thon        | Jana Galíková     |
| 7  | 1988            | Long | Rakousko                        | Rolf Vestre       | Ragnhild Bratberg |
| 8  | 1988            | Long | Švédsko                         |                   |                   |

---

## Celkové pořadí

### Muži
| Pořadí | Závodník          | Země    | Body |
| ------ | ----------------- | ------- | ---- |
| 1.     | Øyvin Thon        | Norsko  | 197  |
| 2.     | Jörgen Mårtensson | Švédsko | 192  |
| 3.     | Håvard Tveite     | Norsko  | 185  |

### Ženy
| Pořadí | Závodnice         | Země           | Body |
| ------ | ----------------- | -------------- | ---- |
| 1.     | Ragnhild Bratberg | Norsko         | 191  |
| 2.     | Brit Volden       | Norsko         | 189  |
| 3.     | Jana Galíková     | Československo | 178  |

---